# 아이더강

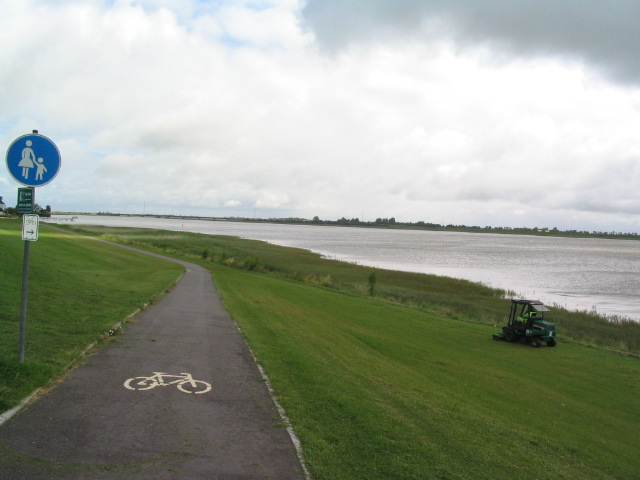
아이더 강변

아이더강(독일어:Die Eider; 덴마크어:Ejderen; 라틴어:Egdor/Egdore)는 독일의 강이다.
독일 슐레스비히홀슈타인에 있는 가장 긴 강이다. 보르데스홀름 근처에서 시작해서 발트해 해안에 위치한 킬의 남서쪽 교외까지 가서 서쪽으로 흘러 북해에서 끝난다. 아이더강의 중간 부분은 킬 운하의 부분으로 이용되고 있다.